# Diamesa pseudobertrami
Diamesa pseudobertrami är en tvåvingeart som beskrevs av Makarchenko 2005. Diamesa pseudobertrami ingår i släktet Diamesa och familjen fjädermyggor. Inga underarter finns listade i Catalogue of Life.